# Косяк (конопля)

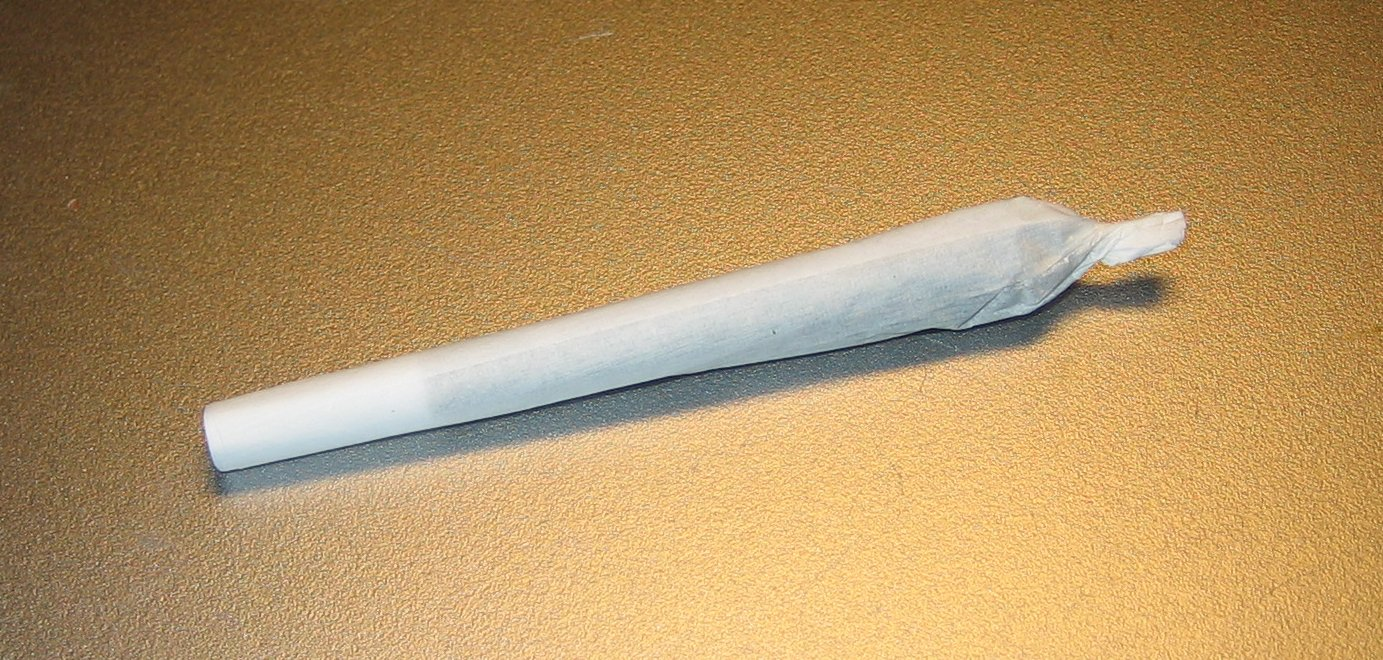
Косяк

Кося́к или джойнт (англ. joint) — самокрутка или папироса с марихуаной, изготовленная из специальной папиросной бумаги (ризлы).
В США является одним из основных способов курения марихуаны, наряду с использованием бонга.
Типичный косяк содержит от 0,25 до 0,75 граммов марихуаны (по другим данным — до 1 грамма). Для лучшего горения в джойнт часто подмешивают табак.
Типичное количество ТГК в одном косяке зависит от используемого вида (подвида, гибрида) конопли, её качества и способа изготовления косяка.
Начиная с 1960-х годов велись селекционные работы по повышению уровня психоактивных веществ в конопле.
В результате, если в 1960-х годах средний косяк содержал 10 мг ТГК (от 5 до 25 мг), то уже в 1990-х косяк мог содержать 150 мг или даже 300 мг ТГК при добавлении гашишного масла.
Данный факт является также важным для оценки исторических исследований, в которых различные выводы делались опираясь на количество выкуриваемых косяков. Так же зачастую, в марихуане, особенно сегодня, может полностью отсутствовать психоактивный ТГК, и присутствовать в большей мере непсихоактивный каннабиноид КБД, который чаще всего и используется в медицинских целях.
Так как обычному потребителю для получения кратковременного ощущения медицинского эффекта достаточно небольшого количества марихуаны (например, 2 — 3 мг от доступных ТГК), один косяк может совместно использоваться двумя — тремя людьми или более.
Заядлый курильщик может потреблять пять или более косяков в день; активные курильщики на Ямайке, например, могут потреблять до 420 мг ТГК в день (15 и более косяков в день).
К разновидностям джойнта относится сплиф (англ. spliff) — самокрутка из марихуаны с добавлением табака; блант — самокрутка, которая заворачивается в табачный лист вместо бумаги.